# James Traill
James Hamilton Traill (1896. november 2. – 1967. augusztus 14.) ausztrál ászpilóta.

## Élete

### Ifjúkora
Traill 1896-ban született Cassilis városában, Új-Dél-Walesben.

### Katonai szolgálata
Traill még mindössze tizenhét éves volt, amikor besorozták. Később kiderült, hogy a felügyelő tisztek valakiével elcserélték az ifjú Traill papírjait. Ennek ellenére Traill harcolt a háborúban, majd 1917 végén csatlakozott az Ausztrál Repülő Hadtesthez (Australian Flying Corps), ahol az 1. repülőszázadba került, amelynek kötelékében a Közel-Keleten szolgált. 1918. április 15-én szerezte meg első légi győzelmét egy Albatros D.V típusú gép lelövésével. Május 29-én, illetve július 24-én két Rumpler típusú gépet kényszerített földre, megszerezve 3. győzelmét. 1918. augusztus 24-én Bir el Hanuta közelében lelőtt egy Pfalz D.III-as és egy LVG C típusú repülőgépet megszerezve ezzel negyedik és ötödik légi győzelmét, illetve az ászpilóta minősítést. Utolsó légi győzelmét szeptember 22-én szerezte egy DFW C típusú gép lelövésével.
Szolgálataiért 1918-ban megkapta a Kiváló Repülő Kereszt kitüntetést.
További életéről nem szól a forrás, 1967-ben hunyt el.

### Légi győzelmei
| Sorszám | Dátum                | Egység                   | Repülőgép       | Ellenfél     |
| ------- | -------------------- | ------------------------ | --------------- | ------------ |
| 1       | 1918. április 15.    | 1. ausztrál repülőszázad | Bristol Fighter | Albatros D.V |
| 2       | 1918. május 29.      | 1. ausztrál repülőszázad | Bristol Fighter | Rumpler C    |
| 3       | 1918. július 24.     | 1. ausztrál repülőszázad | Bristol Fighter | Rumpler C    |
| 4       | 1918. augusztus 24.  | 1. ausztrál repülőszázad | Bristol Fighter | Pfalz D.III  |
| 5       | 1918. augusztus 24.  | 1. ausztrál repülőszázad | Bristol Fighter | LVG C        |
| 6       | 1918. szeptember 22. | 1. ausztrál repülőszázad | Bristol Fighter | DFW C        |